# Benetton B197
O  B197 é o modelo utilizado da Benetton de 1997 de F1. Condutores: Jean Alesi, Gerhard Berger e Alexander Wurz.
No GP da Alemanha, Berger venceu pela última vez na carreira e também foi a última da Benetton na categoria.

## Resultados[1]
(legenda) (em negrito indica pole position e itálico volta mais rápida)
| Ano  | Chassi | Motor           | Pneus | N° | Pilotos        | 1   | 2   | 3   | 4   | 5   | 6   | 7   | 8   | 9   | 10  | 11  | 12  | 13  | 14  | 15  | 16  | 17  | Pontos | Posição |  |
| ---- | ------ | --------------- | ----- | -- | -------------- | --- | --- | --- | --- | --- | --- | --- | --- | --- | --- | --- | --- | --- | --- | --- | --- | --- | ------ | ------- |  |
|      |        |                 |       |    |                |     |     |     |     |     |     |     |     |     |     |     |     |     |     |     |     |     |        |         |  |
|      |        |                 |       |    |                | AUS | BRA | ARG | SMR | MON | ESP | CAN | FRA | GBR | GER | HUN | BEL | ITA | AUT | LUX | JPN | EUR |        |         |  |
| 1997 | B197   | Renault RS9 V10 | G     | 7  | Jean Alesi     | Ret | 6   | 7   | 5   | Ret | 3   | 2   | 5   | 2   | 6   | 11  | 8   | 2   | Ret | 2   | 5   | 13  | 67     | 3°      |  |
| 1997 | B197   | Renault RS9 V10 | G     | 8  | Gerhard Berger | 4   | 2   | 6   | Ret | 9   | 10  |     |     |     | 1   | 8   | 6   | 7   | 10  | 4   | 8   | 4   | 67     | 3°      |  |
| 1997 | B197   | Renault RS9 V10 | G     | 8  | Alexander Wurz |     |     |     |     |     |     | Ret | Ret | 3   |     |     |     |     |     |     |     |     | 67     | 3°      |  |